# シングルボードコンピュータ

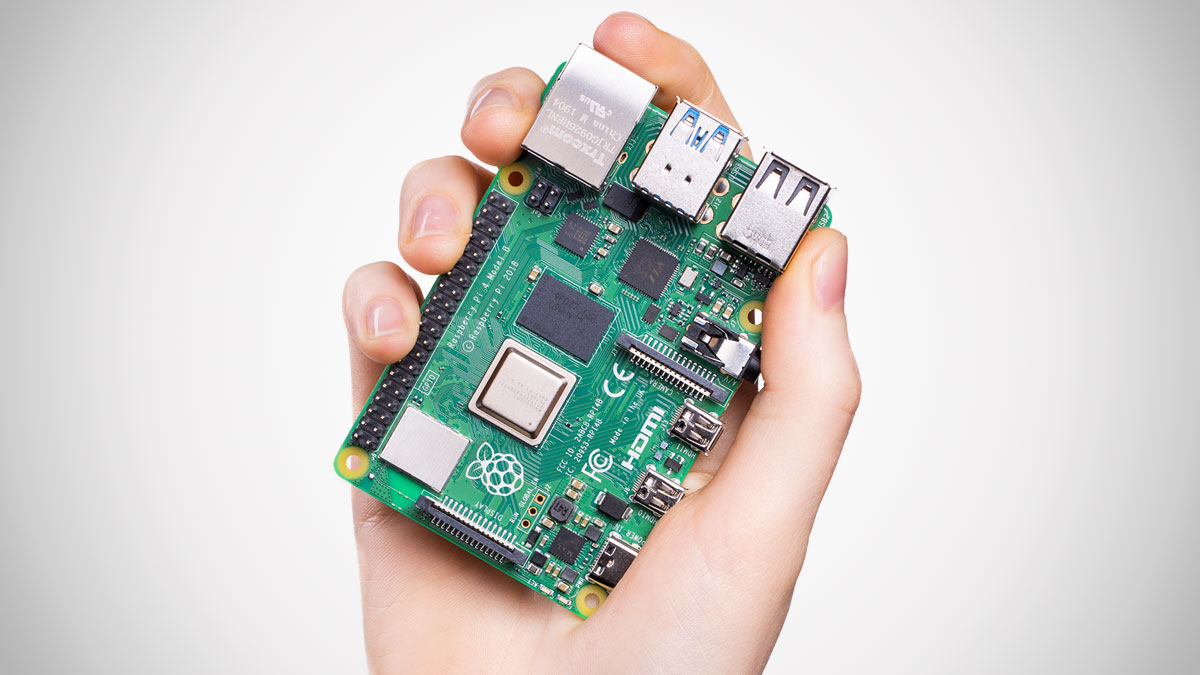
シングルボードコンピュータの代表格、Raspberry Pi 4

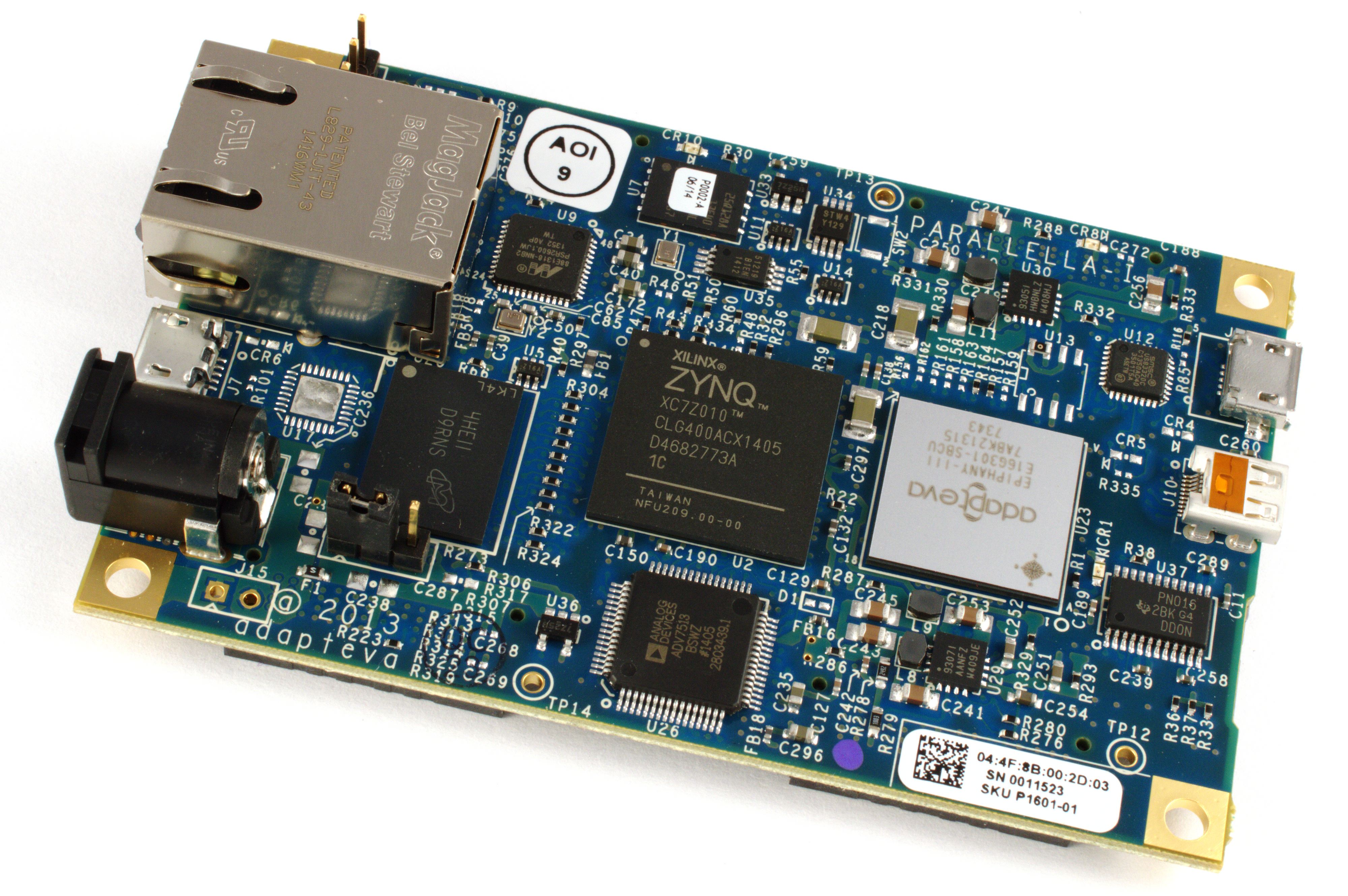
Adapteva Parallella

シングルボードコンピュータ（英: single-board computer, SBC）とは、おおむね、大きくても " 手のひらサイズ " 程度までの、小さな1枚（シングル）のプリント基板（ボード）の上に、コンピュータとして必要な、ほぼすべての機能や要素を実装したもの。1枚の基板上にCPUやメインメモリ（RAM）、チップセット、入出力端子などを実装された小型コンピュータ。

## 概要
今日「シングルボードコンピュータ（SBC）」と呼ばれている商品が出始めたのは200x年代後半であり、2008年にBeagleBoardが登場した。
シングルボードコンピュータは直接的には組込みシステムから派生してきたものである。1970年代や1980年代に作られていたCPU・RAM・I/Oなどを数十センチ角ほどの基板にまとめたコンピュータ（当時「development board」「トレーニングキット」「ワンボードマイコン」などと呼ばれたもの）とは、「一枚」というところは同じだが、直接のルーツも、主な用途も異なっている。また、性能や機能も、時代が違うので、かなり異なっている。→#歴史、ワンボードマイコン
シングルボードコンピュータは、直接のルーツは組込システムであるので、一般に、数十本ほどのピンで構成されたGPIOを備えており、そのGPIOに各種センサを接続してみたり、出力用の回路を接続してそれでモータやリレー（継電器。電気的なスイッチ）などアクチュエータを操作するなどということができ、つまり組込みシステム同様に、さまざまな（物理的な）制御に使うことができる。
メイカーズムーブメントでさまざまな道具を自作するためにも活用されることになった。

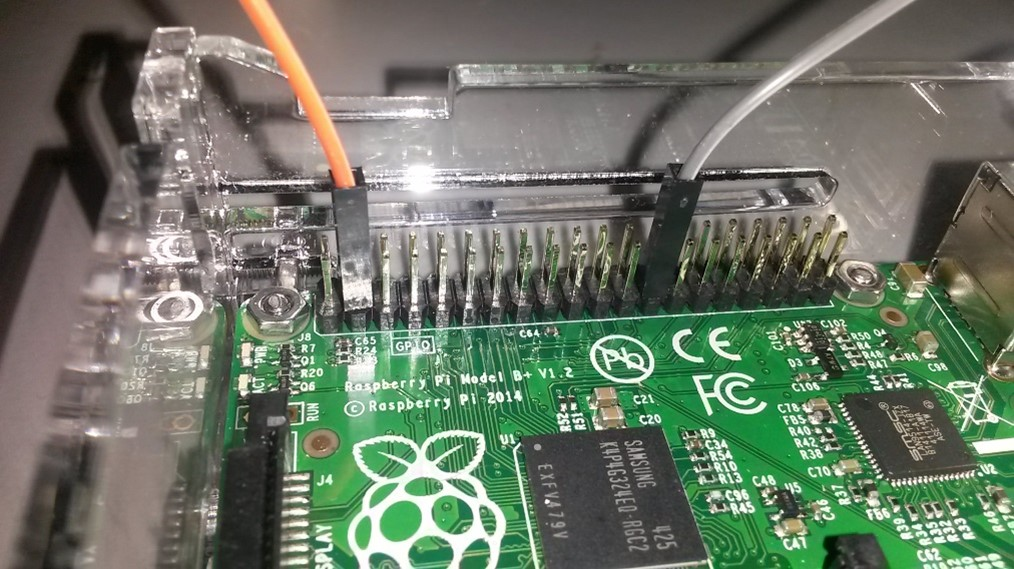
GPIO
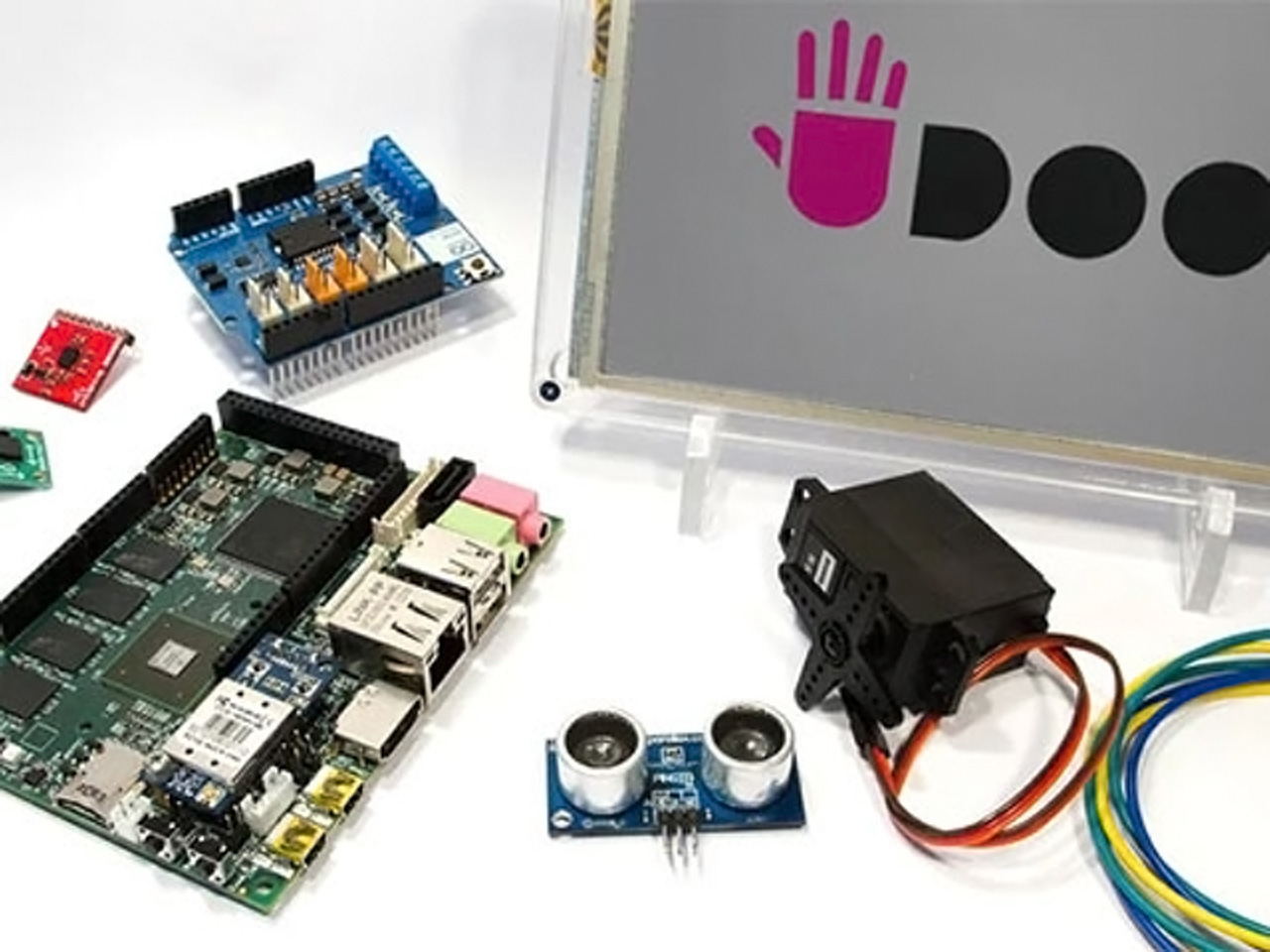
SBCを使った工作
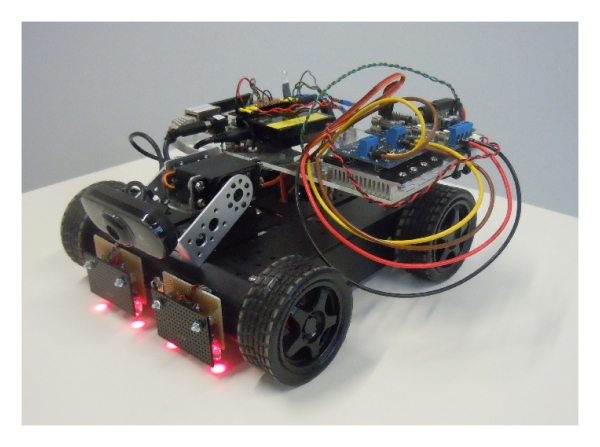
SBCで制御するロボットカー

ルーツが組込みシステムなので、（まるでルーツに戻るように）通常の製品の組込みシステムにも使えるので、会社によっては何らかの製品の組込みシステムとして使うこともある。
Linuxが使えることを利用した用途
またシングルボードコンピュータはオペレーティングシステム（OS）としてはLinux を採用しているものが多い。グラフィカルユーザインタフェース（GUI）も、CUI（ターミナル画面）も使える。HDMI端子を備えたものも多いので、そのタイプはHDMIディスプレイに接続し、普通のパーソナルコンピュータのように使うこともできる。Linuxが動くということは、Linuxの世界で流通している膨大な数の無料のアプリケーションソフトウェア類も使えるので、ウェブブラウザ、無料のワープロや表計算ソフトなども使え、日常の調べものやネットショッピングや事務用途でも使える。また無料の音楽再生ソフトなども使える。個人ユーザでは、そうした汎用のパーソナルコンピュータ的な用途で使っている人も多い。
またLinuxなので（Linuxはサーバで使われることを非常に得意としてきた歴史があり、豊富なツールが無料で揃っているOSなので）サーバ用途で使うことも広く行われており、ネットワークアクセスサーバ（NAS）、組み込みWebサーバなどでも使われ、無料のツール類が豊富なので、高精細画像処理、画像・映像認識（en:Computer vision）、AI、IoTにも使用されている。
なおLinux環境は、プロの技術者が使用する開発ツール類も豊富なので、普通にシステムの開発環境として使うことも一応できる。

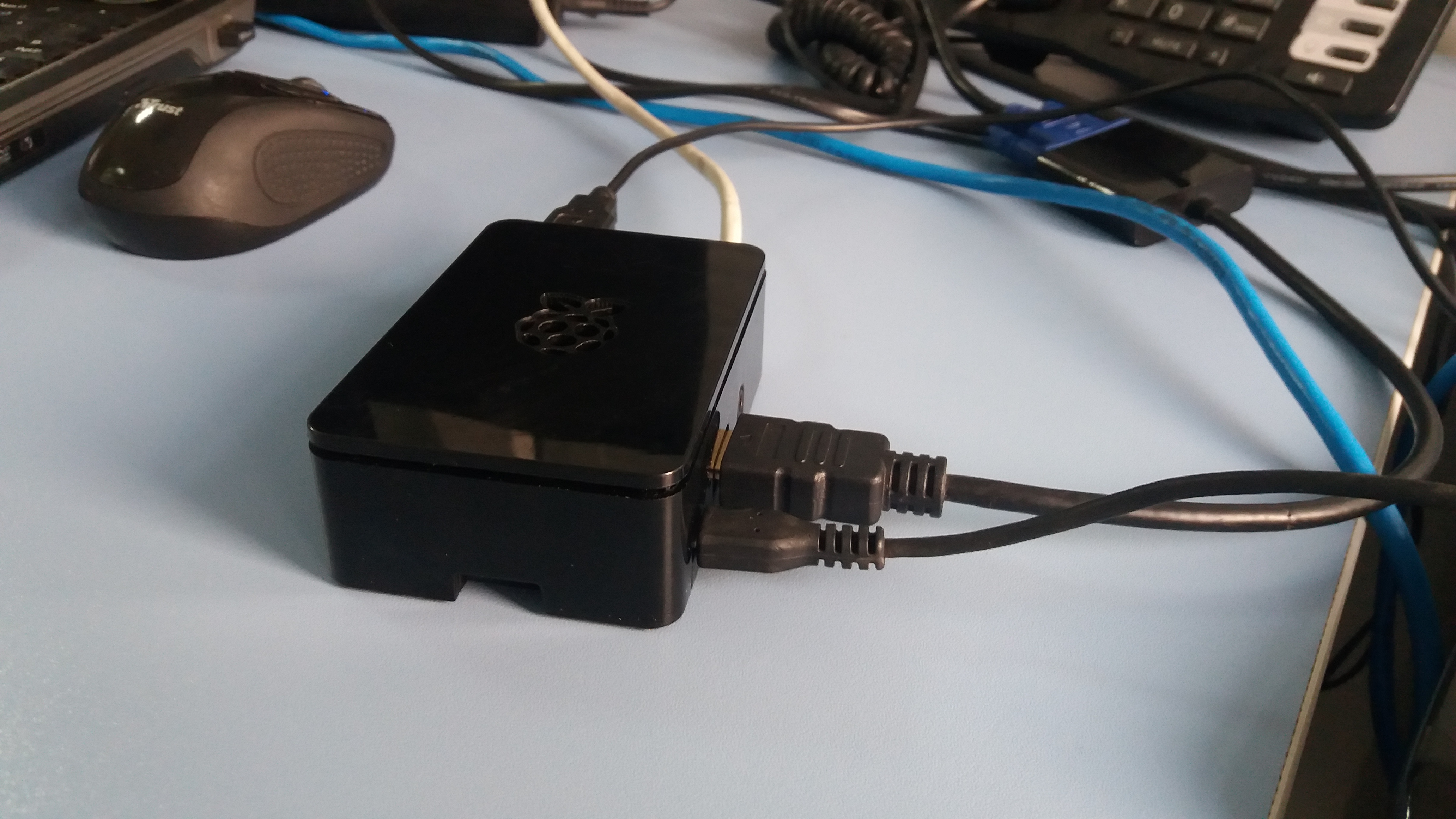
ケースに入れて汎用パーソナルコンピュータとして使う例
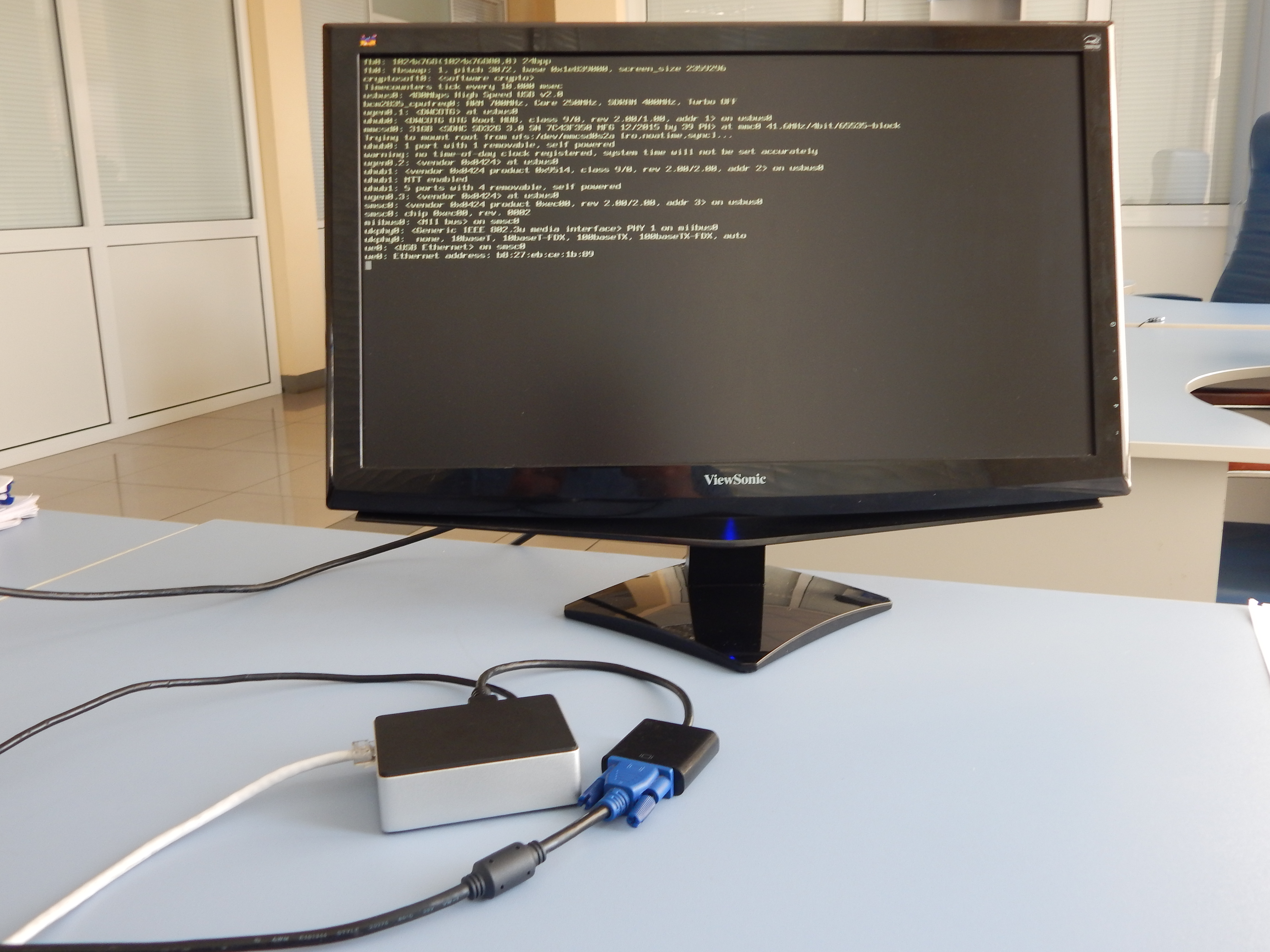
ディスプレイやキーボードをつなぐ例

一般的な設計、仕様
組込システムが直接のルーツなので、省電力に配慮した設計がされていることが一般的である。省電力かつコンパクトにまとめるため、CPUはマイクロコントローラないしSoCと呼ばれるような必要な周辺機能の多くが一緒に入っている集積回路であるものが多い。
近年では、汎用パーソナルコンピュータ的な用途に使う人々に配慮して、クロック周波数が上がったモデルも増えてきており、たとえばRaspberry Pi 5などは2.4GHz前後で動作し4コアと、高性能化してきており、他社も似たような仕様のものをリリースしている。（そのかわりそのようなモデルは、消費電力が増し発熱が激しくなっており、電池で長時間駆動するような用途には向かない。基本的にはACアダプタで使う。）
一方で、65mm×30mmあるいは52mm x 21mmなど、小型化を推し進め省電力化も図っているタイプも開発されている（こちらは、単３などの電池だけで長時間駆動できる。そのかわりクロック周波数を抑えており、動作は遅めである。）。
つまり、2010年代前半から販売されている中サイズ・中消費電力のものも含めると、現在では大まかに分類すると3つのタイプが提供されており、用途や好みに応じて選択できる状態になっている。

## 歴史
前史
1970年代〜1990年代の、一枚の基板にCPU、RAM、I/Oなどコンピュータの基本的な機能がひと揃い搭載されていたという点ではSBCと同じだが、サイズも主な使用目的も性能もかなり違っていたコンピュータについてはワンボードマイコンという記事を参照のこと。

### シングルボードコンピュータの歴史
一方、今日「シングルボードコンピュータ」と呼ばれているようなコンセプトの商品が出始めたのは200x年代後半であり、2008年にBeagleBoardが登場した（なおBeagleBoardはその後も改良や低価格化され、2014年時点でも現役であった）。
登場の背景には、アプライアンスやプラグコンピュータ、スマートフォンやタブレット、あるいはOLPCなど従来のパソコンの次となるようなコンピュータの発展が望まれたことや、ブロードコムなどARM搭載チップメーカーの戦略がある。
シングルボードコンピュータが広く認知されるようになったのは、2012年登場のRaspberry Piの大ヒットによる。Raspberry Piは2014年6月までに300万セットを販売したと発表している。
インテルからも「ウェアラブルコンピュータ開発用」とうたいつつ、2013年10月にIntel Galileo、2014年9月にIntel Edisonをリリースした。また、Adapteva Parallellaは高性能をアピールした製品をリリースした。
シングルボードコンピュータの世界市場は、2021年時点ですでに10億ドル規模まで成長していた。
なお、2020年春に始まったコロナ禍は数年続いており、それが原因で世界的に工場の操業が停止したりサプライチェーンの寸断が起き、半導体の生産も影響を受け生産量が落ち込んでしまったため、（半導体を搭載する他の製品同様に）シングルボードコンピュータも、需要があるのに製造できない、という状況に陥り、足踏みしてしまった。Raspberry Piだけでなく、他のシングルボードコンピュータも全体的に、製造が十分にできず、供給不足で、入手困難な状態や定価の数倍で販売されるという状態が続いた。だが、2022年末にすでにサプライチェーンの改善の兆候は現れ始めており、価格が頂点を越えて、ゆるやかに、いわゆる下降曲線へと入ってきている。ラズベリー財団も、2022年12月の時点でサプライチェーンの状態が改善してきたと公表しており、まずは2023年のsecond quarter（アメリカの第二四半期なので4月から6月）には、パンデミック前と同じ生産量まで戻す（増産する）、としている。他の企業もおおむね似たような状況であり、SBCの市場全体が2023年のなかばから後半にかけてパンデミック前の状態に戻ってゆく見込みである。

## 主な製品
- Raspberry Pi -- イギリスのラズベリー財団が開発しているもので、SBCで一番メジャーである。
- Intel Galileo（2013年 - 2017年), Intel Edison(2014年 - 2017年）, Intel Joule（2016年 - ） -- アメリカのインテルによるSBC
- BeagleBoard（2008年 - ）, PandaBoard（2011年ころ - ） -- アメリカのTI社のチップを用いたSBC
- ODROID（2015年 - ） -- 韓国のHardkernel社によるSBC
- Parallella（2013年 - 終了） -- アメリカのAdapteva社によるSBC

## ギャラリー

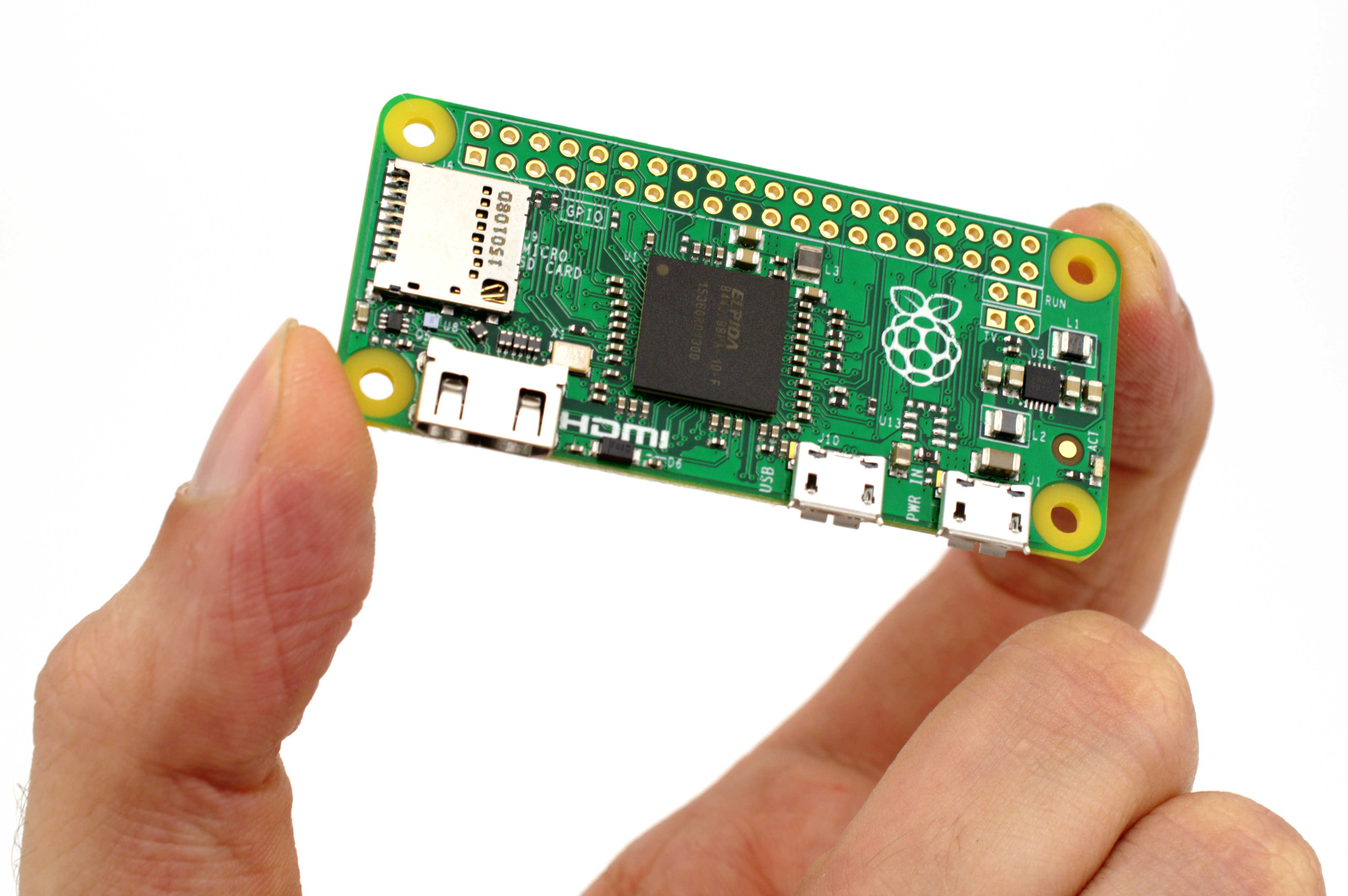
小さいタイプ。Raspberry Pi Zero。
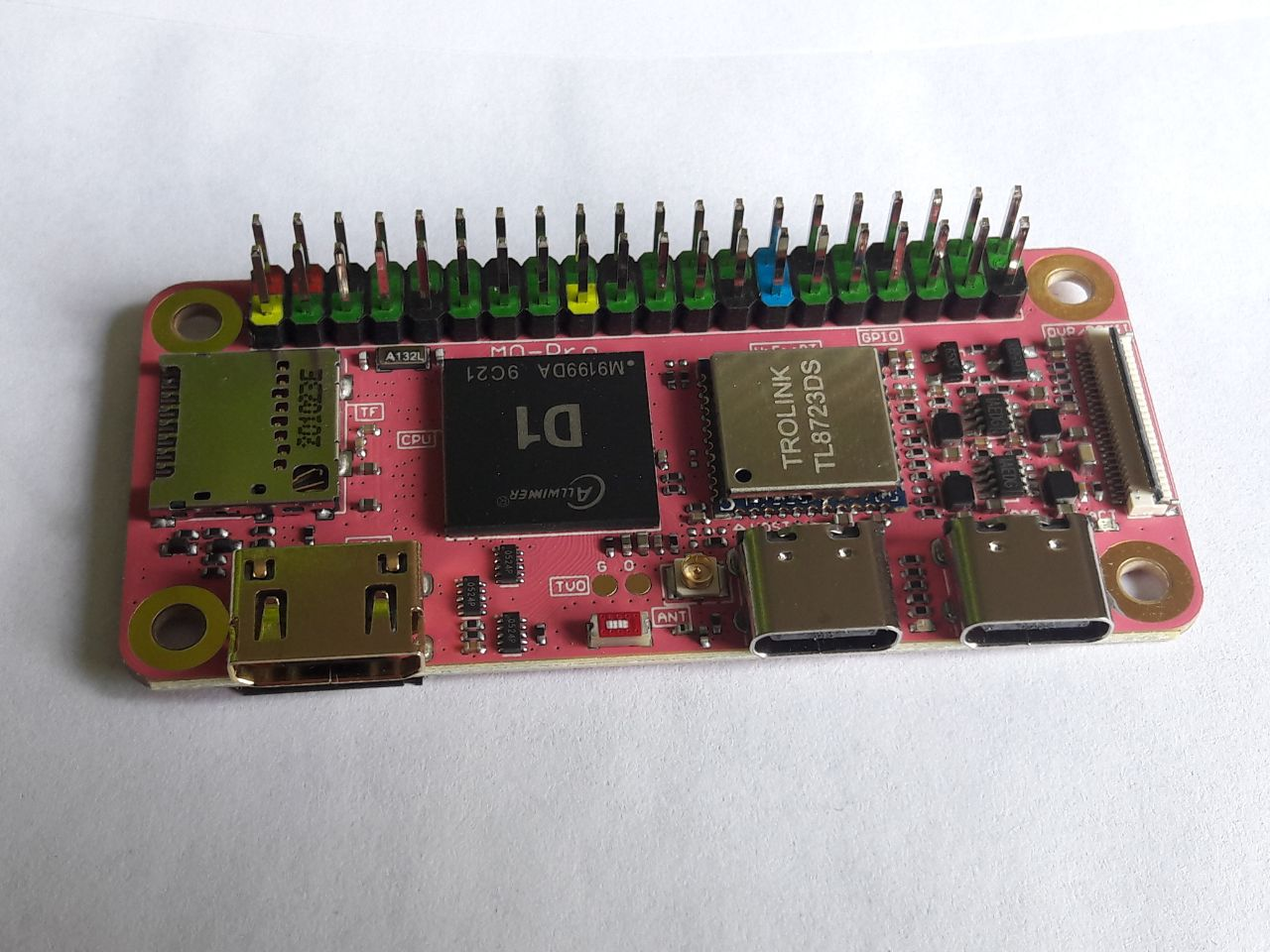
中華メーカーの模倣品。